# Hervé Gosselin
Hervé Marie Michel Gosselin (ur. 16 kwietnia 1956 w Nantes) – francuski duchowny katolicki, biskup Angoulême od 2016.

## Życiorys
Święcenia kapłańskie otrzymał 18 września 1994 i został inkardynowany do archidiecezji Rennes. Od 1988 jest członkiem wspólnoty Ognisko Miłości. Po krótkim stażu wikariuszowskim został kapelanem więzienia dla mężczyzn w Rennes, jednocześnie pracując w diecezjalnym seminarium. W 2003 mianowany duszpasterzem Ognisk Miłości w Tressaint.
9 listopada 2015 papież Franciszek mianował go ordynariuszem diecezji Angoulême. Sakry udzielił mu 10 stycznia 2016 metropolita Poitiers - arcybiskup Pascal Wintzer.